# Dr. Popaul
Docteur Popaul és una pel·lícula franco-italiana estrenada el 1972 i dirigida per Claude Chabrol.

## Argument
Paul Simay, estudiant de medicina, es casa amb Christine, una jove dona no molt maca i maldestra. El seu pare és director d'una clínica.
Christine és feliç malgrat les nombroses aventures de Paul amb les seves amants. Però un accident de cotxe el deixa paraplègic i impotent. Rememora el seu passat de corredor d'enagos, de la seva predilecció per a les dones lletges que li va fer molt de temps preferir Christine a la seva bonica germana Martine...

## Repartiment
- Jean-Paul Belmondo: Doctor Paul Simay
- Mia Farrow: Christine Dupont
- Laura Antonelli: Martine Dupont
- Marlène Appelt: La infermera Carole
- Dominique Zardi: el Bisbe
- Daniel Lecourtois: Professor Dupont
- Carlo Bartolotta
- Michel Peyrelon: el pretendent
- Patrick Préjean: un pretendent
- Henri Attal: La sorda
- Louis Duranton
- Monique Fardoulis
- Christophe Merle
- Madame Steeg
- Catherine Ohotnikoff
- Maya Wodecka
- Daniel Ivernel: Doctor Berthier
- Daniel Villattes
- André Penvern

## Al voltant de la pel·lícula
- Recaptació: 2.062.335 entrades, és la pel·lícula de Claude Chabrol que ha tingut l'èxit més gran a França.
- Aquesta pel·lícula que mai no ha estat distribuïda en DVD, no ha conegut més que una sola edició, i aquesta edició és en cassette distribuït per Fil-à-film.